# Stephen Bayard
Stephen Bayard (* 31. Mai 1700; † 1757 im Bergen County, New Jersey) war ein britischer Politiker und zwischen 1744 und 1747 Bürgermeister von New York City.

## Leben
Die Quellenlage über Stephen Bayard ist nicht sehr ergiebig. Sein Geburtsort wird unterschiedlich entweder mit New York City oder Albany angegeben. Er entstammte einer bekannten Familie der Provinz New York. Seine Eltern waren Richter Samuel Bayard (1669–1746) und Margaretta Van Cortlandt (1674–1719). Seine beiden Großväter waren Nicolas Bayard (1644–1707) und Stephanus Van Cortlandt (1643–1700). Beide waren frühere Bürgermeister von New York City. Im Jahr 1744 trat Stephen Bayard, nach seiner Ernennung zum Bürgermeister der Stadt New York, in die Fußstapfen seiner beiden Großväter. Dieses Amt bekleidete bis 1747. Privat besaß er im Bergen County (New Jersey) ein Anwesen mit einer Farm. Dort ist er im Jahr 1757 auch verstorben.